# Cullinan (diamant)
Pour les articles homonymes, voir Cullinan.
Le Cullinan est le plus gros diamant brut jamais découvert, avec une masse de 3 106 carats, soit 621,2 grammes.

## Histoire
Il est découvert le 26 janvier 1905 dans la mine Premier, située près de Pretoria (Afrique du Sud) et il porte le nom du propriétaire de la mine, Thomas Cullinan.
La grande pureté chimique de la pierre est exceptionnelle : le type IIa, dans lequel elle est classée, comprend moins de 1 % des pierres existantes.
Le gouvernement du Transvaal, une ancienne république boer du XIXe siècle située au nord-est de l'Afrique du Sud et une des quatre provinces sud-africaines entre 1910 et 1994, acheta le brut pour 750 000 $. En 1907, le gouvernement du Transvaal décida de l'offrir au roi Édouard VII du Royaume-Uni pour son 66e anniversaire et pour le remercier de lui avoir accordé l'indépendance. Son envoi à Londres en 1907 est assez inattendu. Un leurre fut mis en place : un navire avec un convoi fortement armé alors que le diamant était tout simplement envoyé par la poste en paquet ordinaire. En 1908, le roi Édouard VII envoya la pierre à Asscher's Diamond Co. à Amsterdam pour la faire tailler.

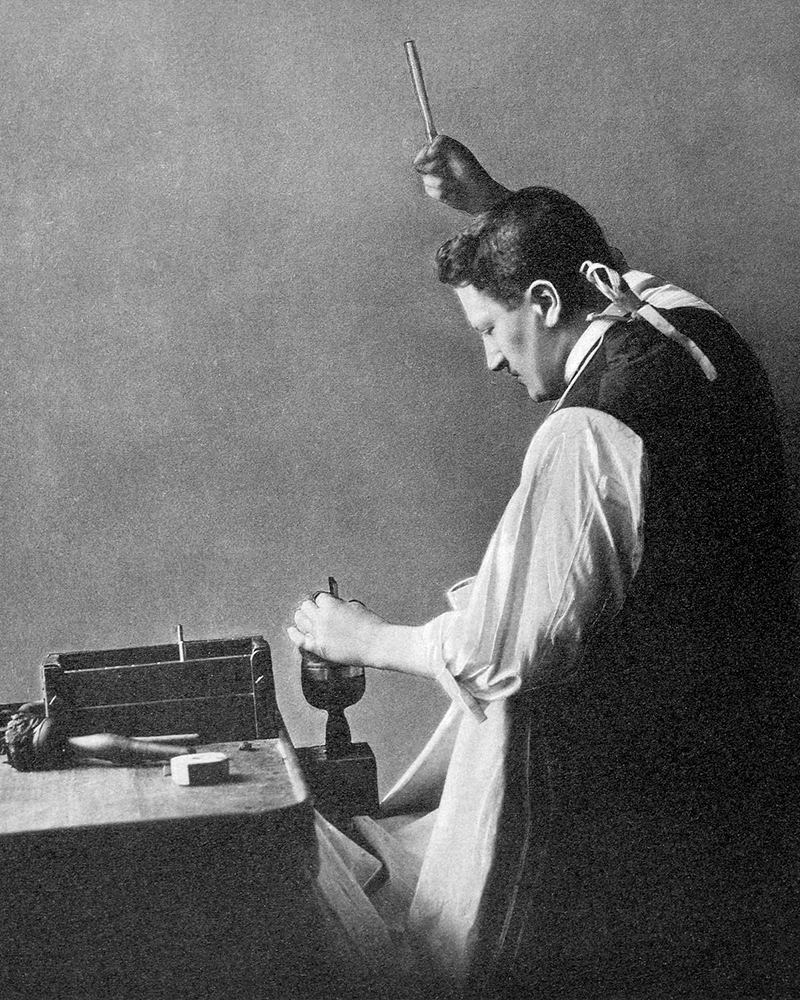
Joseph Asscher portant le premier coup.

Le roi pensait garder le diamant brut, mais Joseph Asscher, à qui le diamant a été confié, plaida pour couper le diamant en plusieurs morceaux pour qu'ils puissent être travaillés . Après avoir longuement étudié le diamant et avoir fait des essais pendant quelques mois sur des répliques, il commença sa taille le 10 février 1908 : au premier coup porté, le ciseau se brisa en deux ; avec le deuxième couteau à cliver le diamant, en trois parties : les deux plus gros morceaux donnèrent le Cullinan I et Cullinan II. Sa tâche se termina le 13 octobre 1908. Il confia ensuite les trois morceaux au diamantaire Henri Koe. Le Cullinan, incolore, fut fractionné en neuf énormes pierres principales (Cullinan I à IX) et 96 brillants.

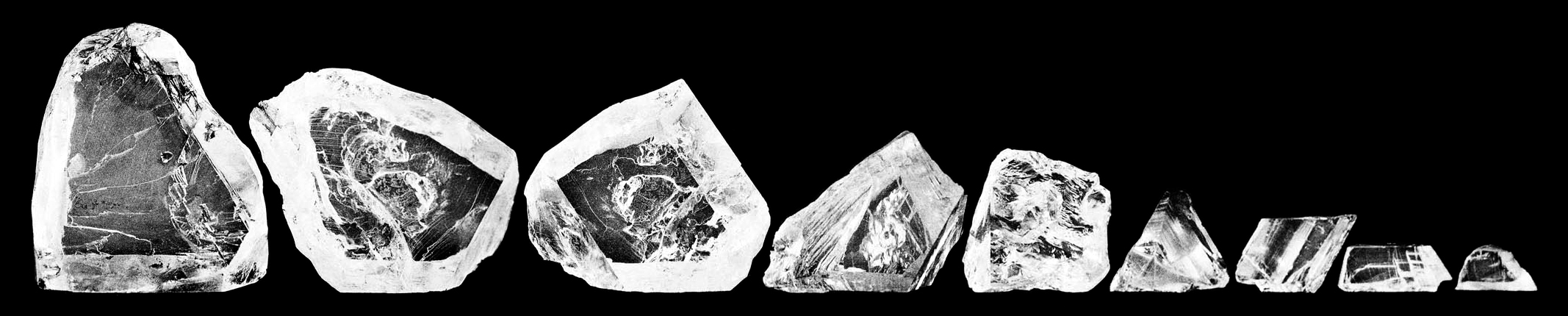
Les neuf plus gros éclats (parmi 105) débités à partir du cristal natif du Cullinan.

- Le Cullinan I ou Great Star of Africa (« la Grande Étoile d'Afrique ») aurait demandé huit mois de travail à trois diamantaires pour le polir et le tailler en forme de poire à 74 facettes de 530,2 ct. Il est devenu la possession d'Édouard VII en 1908, et orne le sceptre impérial britannique appelé sceptre à la croix, exposé avec les joyaux de la Couronne britannique à la tour de Londres.
- Le Cullinan II ou Second Star of Africa (« la Seconde Étoile d'Afrique ») est une pierre de 317,4 ct. Ce diamant est actuellement serti sur la face avant de la Couronne impériale d'apparat, un des autres joyaux de la Couronne britannique.

## Anecdote
Le constructeur automobile Rolls-Royce s'est inspiré de ce diamant pour appeler son premier SUV (4X4), le « Cullinan ».